# Passage Planchard
Le passage Planchard est une voie du 20e arrondissement de Paris, en France.

## Situation et accès
Le passage Planchard est situé dans le 20e arrondissement de Paris. Il débute au 18 bis, rue Saint-Fargeau et se termine en impasse.

## Origine du nom
L'origine du nom de cette voie semble inconnue car elle n'est indiquée dans aucun des ouvrages consultés.

## Historique
Cette voie est raccordée à l'assainissement public par un arrêté municipal du 13 août 1986.